# Pataky Kata
Pataky Kata (Budapest, 1977. november 8. –) magyar úszó.

## Élete
Édesapja Pataky Imre Kossuth-díjas bábművész, édesanyja a Vígszínház közönségszervezője volt.
Kisgyermek kora óta úszott és lovagolt. Mell- és gyorsúszásban ötszörös magyar bajnok volt. 1997-ben fejezte be a versenyzést.
Érettségi után a Vendéglátóipari Főiskolára járt, majd különböző multicégeknél dolgoztam adminisztráció, marketing, tartalommenedzsment munkakörökben.
Érdeklődése azonban egyre inkább a lovak felé irányult. 1998-ban hallott először Monty Roberts csatlakozáson alapuló természetes lovaglási módszeréről. 2007-ben Angliában részt vett egy kurzuson, majd 2008-ban elvégezte a módszer alaptanfolyamát. 2010-ben Kaliforniában letette a haladó vizsgát, majd 2010-ben megszerezte az oktatói diplomát is.
2010-ben Magyarországon (Kelet-Európában elsőként) létrehozott egy Monty Roberts-féle képzési központot, ahol kurzusokat tart. Emellett a módszer felhasználásával már több száz problémás lovat kezelt.